# Barbery (Calvados)
Barbery è un comune francese di 703 abitanti situato nel dipartimento del Calvados nella regione della Normandia.

## Società

### Evoluzione demografica
Abitanti censiti